# Gallhof (Vahrn)

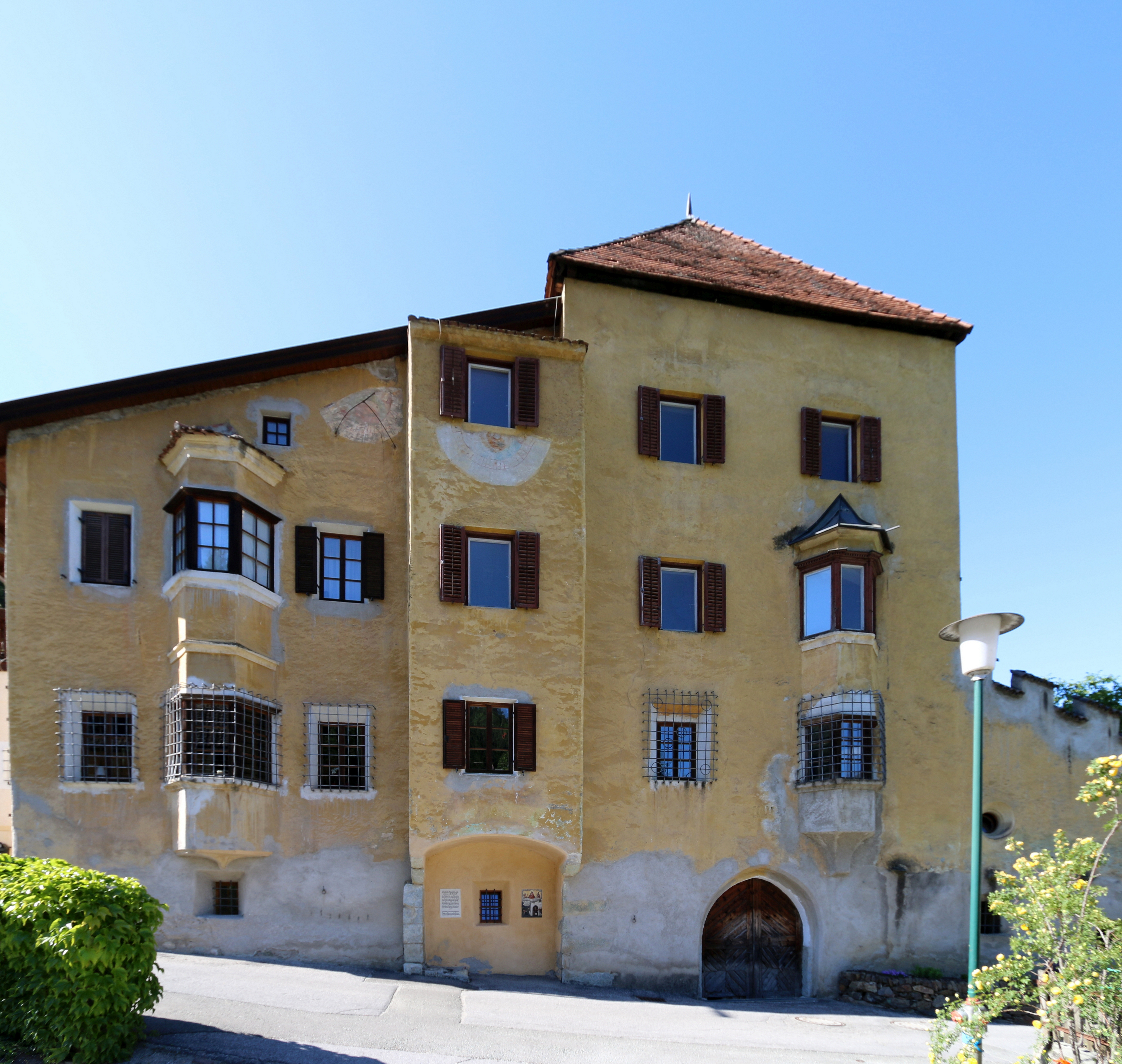
Gallhof

Der Gallhof ist ein Ansitz in Vahrn in Südtirol. An seiner Stelle befand sich im 13. Jahrhundert wahrscheinlich der Stammsitz der Herren von Vahrn. 1506 wurde die Anlage komplett neu errichtet. Von 1556 bis 1747 war sie im Besitz der Herren von Gall, nach denen der Ansitz benannt ist.
Der Gallhof steht seit 1986 unter Denkmalschutz. Das Gebäude hat einen Viereckturm, der den Kern der Anlage darstellt, ein Spitzbogentor, einen Mittelhof und weiträumige Keller. Aus dem Gebäude ragen mehrere zweigeschossige polygonale Erker sowie ein dreigeschossiger Viereckerker mit Holzbalkon im Obergeschoss hervor.